# Astragalus ilachchiensis
Astragalus ilachchiensis es una especie de planta del género Astragalus, de la familia de las leguminosas, orden Fabales.

## Distribución
Astragalus ilachchiensis se distribuye por Irán.

## Taxonomía
Fue descrita científicamente por Ranjbar & Zarin. Fue publicada en Ann. Bot. Fenn. 48: 66 (2011).